# Сборная Таити по пляжному футболу
Сборная Таити по пляжному футболу — представляет Французскую Полинезию и Таити как её составную часть на международных соревнованиях по пляжному футболу. Управляется Таитянской федерацией футбола.

## История
Сборная Таити начала участвовать в квалификационных турнирах ОФК на чемпионат мира с первого их розыгрыша в 2006 году, когда заняли 3-е место. Выиграв эти соревнования в 2011 году, сборная впервые попала на чемпионат мира, но одержала только одну победу и не вышла из группы. На следующем, домашнем для себя чемпионате мира, команда заняла 4-е место, лишь в серии пенальти уступив бразильцам в матче за бронзу, после результативной ничьей 7:7.
На чемпионате мира 2015 года сборная Таити выступила наиболее успешно. Команда заняла первое место в своей группе, переиграв в том числе в очном поединке действующих чемпионов мира — сборную России. В играх серии плей-офф таитянцы обыграли сборные Ирана, Италии (по серии послематчевых пенальти), и только в финале уступили сборной Португалии (3:5), завоевав в итоге серебряные медали чемпионата мира.

## Состав
Состав сборной Таити для участия в чемпионате мира по пляжному футболу 2024 года в ОАЭ, объявленный в феврале 2024 года главным тренером Тева Заверони.
| №  | Амплуа | Игрок                 | Дата рождения / возраст | Клуб      |
| -- | ------ | --------------------- | ----------------------- | --------- |
| 1  | Вр     | Джонатан Торохиа      | 22.02.1985, 38 лет      | Татуту    |
| 2  | Нап    | Рунуи Тинирауарий     | 14.3.1997, 26 лет       | Драгон    |
| 3  | Защ    | Таматоа Тетауира      | 17.03.1996, 27 лет      | без клуба |
| 4  | Защ    | Хейману Тайаруи       | 24.08.1986, 37 лет      | Пираэ     |
| 5  | Уни    | Жерваис Чан Кат       | 16.11.1992, 31 год      | Аруэ      |
| 6  | Защ    | Патрик Тепа           | 28.05.1989, 34 года     | Пираэ     |
| 7  | Уни    | Раймана Ли Фунг Куэ   | 10.04.1985, 38 лет      | Пираэ     |
| 8  | Нап    | Хейарии Таванае       | 15.02.1992, 32 года     | Венус     |
| 9  | Уни    | Хейрауарии Салем      | 23.04.1998, 25 лет      | Пираэ     |
| 10 | Нап    | Чарльз Теарии Лабасте | 19.07.1991, 32 года     | Пираэ     |
| 11 | Нап    | Теаоньи Тео           | 01.09.1992, 31 год      | Венус     |
| 12 | Вр     | Тева Тимотуайтау      | 17.4.1992, 31 год       | Тефана    |

## Достижения
- Чемпионат мира по пляжному футболу:
  - 2-е место (2): 2017
  - 2-е место (1): 2015
  - 4-е место (1): 2013
- Квалификация чемпионата мира по пляжному футболу (ОФК):
  - Победитель (1): 2011
  - 3-е место (2): 2006, 2009